# Institut professionnel Tavastia
L'Institut professionnel Tavastia (finnois : Ammattiopisto Tavastia) est une école professionnelle située à Hämeenlinna en Finlande:

## Organisation
L'institut est géré par les municipalités membres qui sont: Akaa, Hattula, Hämeenlinna, Janakkala, Pälkäne et Urjala. 
Le siège social de l'école est situé dans la rue Hattelmalantie du quartier de Kankaantausta.

## Domaines d'enseignement
- Secteur culturel
- Sciences naturelles
- Tourisme, restauration et économie
- Social, santé et sport
- Technologie et transport

L'institut décerne plus de 20 diplômes de premier cycle professionnels qui fournissent une droit d'accès aux écoles polytechniques et aux universités.

## Lieux d'enseignement
Les établissements d'enseignement de l'institut sont:
- Hattelmalantie 25, 13100 Hämeenlinna
- Hämeenlinnan lyseon lukio / Koulutuskuntayhtymä Tavastia, Hattelmalantie 6, 13100 Hämeenlinna
- Kaurialan lukio Koulutuskuntayhtymä Tavastia, Erottajakatu 5, 13130 Hämeenlinna
- Koulutuskuntayhtymä Tavastia, Jaakonkatu 28, 13100 Hämeenlinna
- Koulutuskuntayhtymä Tavastia Tekniikan ja liikenteen ala, Asentajantie 8-10, 13500 Hämeenlinna
- Koulutuskuntayhtymä Tavastia, Tekniikan ja liikenteen ala Turengin toimipiste, Koljalantie 7, 14200 Turenki
- Lammin lukio / Koulutuskuntayhtymä Tavastia, Lamminraitti 35, 16900 Lammi
- Parolan lukio / Koulutuskuntayhtymä Tavastia, Kinnalantie 1, 13720 Parola
- Vanajaveden Opisto / Koulutuskuntayhtymä Tavastia, Jaakonkatu 28, 13100 Hämeenlinna